# Pleasant Hill (Teksas)
Pleasant Hill – jednostka osadnicza w Stanach Zjednoczonych, w stanie Teksas, siedziba administracyjna hrabstwa Polk.